# IC 4791
IC 4791 је елиптична галаксија у сазвјежђу Херкул која се налази на листи објеката дубоког неба у Индекс каталогу.
Деклинација објекта је + 19° 19' 54" а ректасцензија 18h 49m 1,2s. Привидна величина (магнитуда) објекта IC 4791 износи 14,8 а фотографска магнитуда 15,8.